# 33681 Wamsley
33681 Wamsley è un asteroide della fascia principale. Scoperto nel 1999, presenta un'orbita caratterizzata da un semiasse maggiore pari a 2,4049648 UA e da un'eccentricità di 0,1198983, inclinata di 2,25263° rispetto all'eclittica.